# نینا کارتر
نینا کارتر (انگلیسی: Nina Carter؛ زاده ۴ اکتبر ۱۹۵۲) یک بازیگر است.